# Cedric Maake
Maoupa Cedric Maake (Polokwane) is een Zuid-Afrikaanse seriemoordenaar die ook wel de Wemmer Pan-moordenaar wordt genoemd. Hij werd veroordeeld tot 1340 jaar gevangenisstraf voor (onder meer) het plegen van ten minste 27 moorden, op een na evenveel pogingen daartoe, veertien verkrachtingen en 41 gewelddadige overvallen.

## Werkwijze
Maake begon in 1996 te moorden en ging daarmee door tot hij in december 1997 werd gearresteerd. Rechter Geraldine Borchers verklaarde later dat hij stelletjes eerst bespioneerde terwijl ze seks hadden, om vervolgens de mannen te vermoorden en hun vriendinnen te verkrachten. Hij doodde zijn slachtoffers meestal door ze de hersens in te slaan met een stomp voorwerp.
Maake dankt zijn bijnaam aan het gebied Wemmer Pan in Johannesburg, waar hij het merendeel van zijn slachtoffers maakte. Omdat er in die buurt - in Dunbar - ook veel Indiase winkeleigenaars te grazen werden genomen, dacht de politie eerst aan mogelijk twee seriemoordenaars. Maake ondertekende echter een bonnetje in een van de winkels, om spullen later op te komen halen. Zijn handtekening bleek de sleutel om beide modus operandi aan elkaar te kunnen koppelen.